# Spoladea recurvalis
Espèce
Spoladea recurvalis est une espèce de lépidoptères (papillons) de la famille des Crambidae.
On le trouve dans le monde entier y compris en Europe mais surtout sous les tropiques
Il a une envergure de 22 à 24 mm. L'adulte vole de mai à septembre suivant les régions.
Sa chenille se nourrit sur les épinards, betteraves, coton, maïs et soja.